# 克丽丝廷·科林斯
克丽丝廷·科林斯（英語：Christine Collins，1969年9月9日—），美国女子赛艇运动员。她曾代表美国参加2000年夏季奥林匹克运动会赛艇比赛，获得女子轻量级双人双桨铜牌。